# Versailles (serie televisiva)
Versailles è una serie televisiva franco-belga-canadese ideata da Simon Mirren e David Wolstencroft, trasmessa dal 16 novembre 2015 al 21 maggio 2018 sul canale francese Canal+.

## Trama
Il re di Francia Luigi XIV, che ha 28 anni, vuole la nobiltà francese presente all'autorità del potere reale. Per lasciare Parigi e gli eventi della Fronda che ancora lo perseguitano, ha deciso di spostare il suo governo nell'ex residenza di caccia di suo padre. Per attirare i nobili alla sua corte, e tenerli in tal modo sotto controllo, ha lanciato la costruzione della reggia di Versailles. Questa impresa di dimensioni e costi sproporzionati suscita malcontento e discordia.

## Episodi
| Stagione         | Episodi | Prima TV Francia | Pubblicazione Italia |
| ---------------- | ------- | ---------------- | -------------------- |
| Prima stagione   | 10      | 2015             | 2018                 |
| Seconda stagione | 10      | 2017             | 2018                 |
| Terza stagione   | 10      | 2018             | 2018                 |

## Personaggi e interpreti

### Principali
- Luigi XIV (stagioni 1-3), interpretato da George Blagden, doppiato da Edoardo Stoppacciaro.
Re di Francia, detto Luigi il Grande.
- Filippo, duca d'Orléans (stagioni 1-3), interpretato da Alexander Vlahos, doppiato da Stefano Crescentini.
Fratello minore di re Luigi XIV.
- Fabien Marchal (stagione 1-3), interpretato da Tygh Runyan, doppiato da Andrea Lavagnino.
Capo del corpo di polizia di re Luigi XIV.
- Alexandre Bontemps (stagioni 1-3), interpretato da Stuart Bowman, doppiato da Pasquale Anselmo.
Primo valletto della camera di re Luigi XIV.
- Béatrice, madame de Clermont (stagione 1), interpretata da Amira Casar, doppiata da Anna Cesareni.
Ugonotta protestante che si finge nobile, a corte per maritare sua figlia Sophie.
- Chevalier di Lorena (stagioni 1-3), interpretato da Evan Williams, doppiato da Francesco Pezzulli.
Amante di Filippo.
- Enrichetta d'Inghilterra (stagione 1, guest star stagione 2), interpretata da Noémie Schmidt, doppiata da Valentina Mari.
Prima moglie di Filippo.
- Madame de Montespan (stagioni 1-3), interpretata da Anna Brewster, doppiata da Benedetta Degli Innocenti.
Seconda favorita di re Luigi XIV.
- Louise de La Vallière (stagione 1), interpretata da Sarah Winter, doppiata da Joy Saltarelli.
Prima favorita di re Luigi XIV.
- Maria Teresa d'Austria (stagioni 2-3; ricorrente stagione 1), interpretata da Elisa Lasowski, doppiata da Francesca Manicone.
Regina consorte di re Luigi XIV.
- Sophie de Clermont (stagioni 2-3; ricorrente stagione 1), interpretata da Maddison Jaizani, doppiata da Chiara Oliviero.
Dama di compagnia di Enrichetta e cugina di Chevalier, in seguito sposa il duca di Cassel.
- Duca di Cassel (stagione 2; ricorrente stagione 1), interpretato da Pip Torrens, doppiato da Roberto Pedicini.
Nemico di Luigi XIV, inizialmente fa di tutto affinché i nobili lascino Versailles per tornare a Parigi. Dopo che il suo castello è stato raso al suolo da un incendio, viene accolto nella reggia dal re e assume il ruolo di ministro della giustizia.
- Madame Agathe (stagione 2), interpretata da Suzanne Clément, doppiata da Roberta Greganti.
Esperta di divinazione e di veleni, in combutta con madame de Montespan e Gaston de Foix. Basata su La Voisin.
- Madame Scarron/Madame de Maintenon (stagioni 2-3), interpretata da Catherine Walker, doppiata da Laura Romano.
Dama di compagnia, amica di madame de Montespan e terza favorita di re Luigi XIV.
- Elisabetta Carlotta del Palatinato (stagioni 2-3), interpretata da Jessica Clark, doppiata da Federica De Bortoli.
Principessa tedesca giunta a Versailles per sposare Filippo, dopo la morte di Enrichetta.
- Gaston de Foix (stagione 2), interpretato da Harry Hadden-Paton, doppiato da Alessio Cigliano.
Figlio di Madeleine accusato di aver avvelenato il ministro della giustizia del re.
- Madeleine de Foix (stagione 2), interpretata da Greta Scacchi, doppiata da Antonella Giannini.
Madre di Gaston.
- Jean-Baptiste Colbert (stagione 3, ricorrente stagioni 1-2), interpretato da Steve Cumyn, doppiato da Gianni Bersanetti.
Controllore generale delle finanze
- Louvois (stagione 3, ricorrente stagioni 1-2), interpretato da Joe Sheridan, doppiato da Carlo Valli (stagione 1) e da Pierluigi Astore (stagioni 2-3).
Segretario di Stato per la guerra.
- Jacques Bénigne Bossuet (stagione 3, ricorrente stagioni 1-2) interpretato da Geoffrey Bateman, doppiato da Bruno Alessandro.
Vescovo che celebra le messe nella cappella di Versailles.

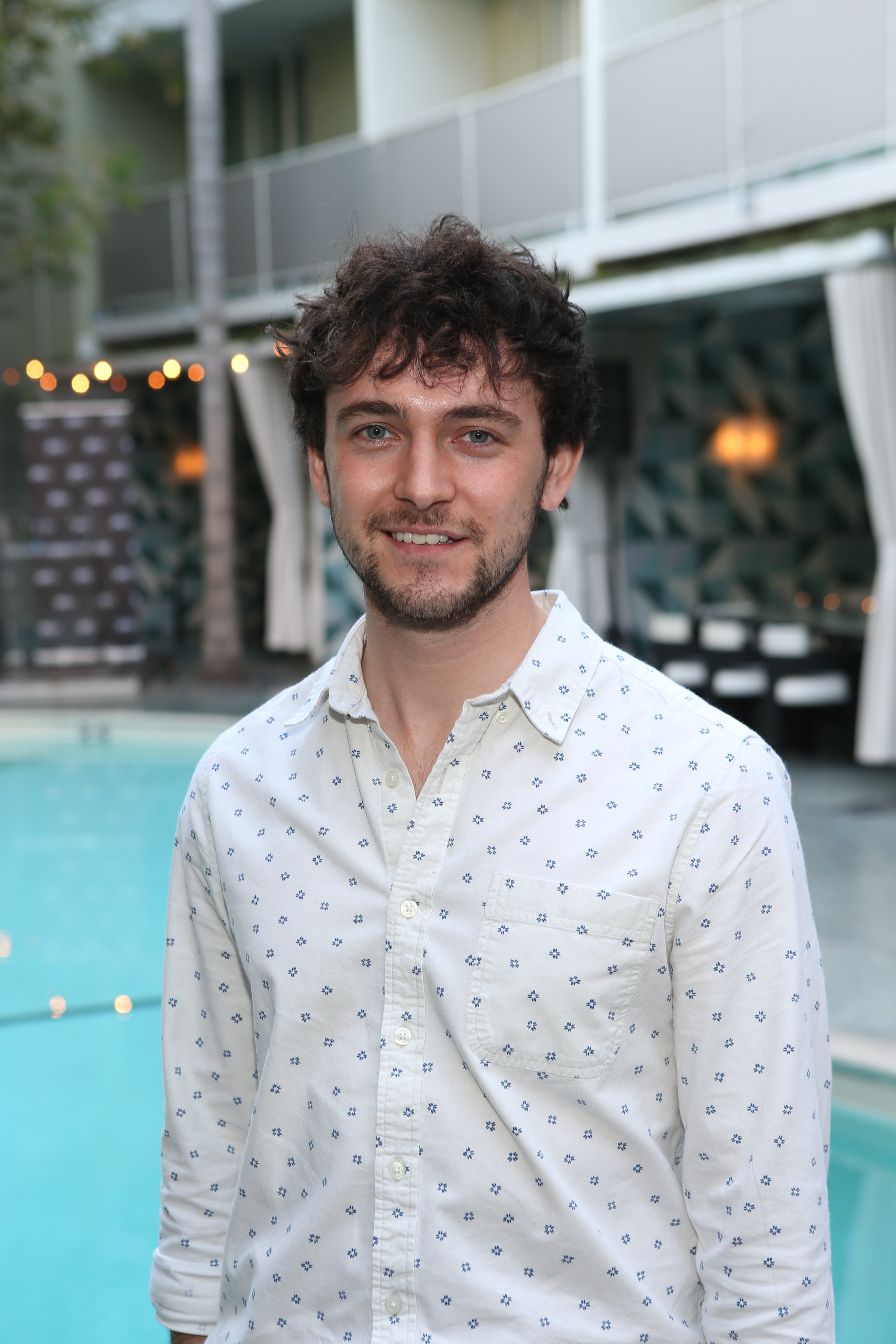
George Blagden
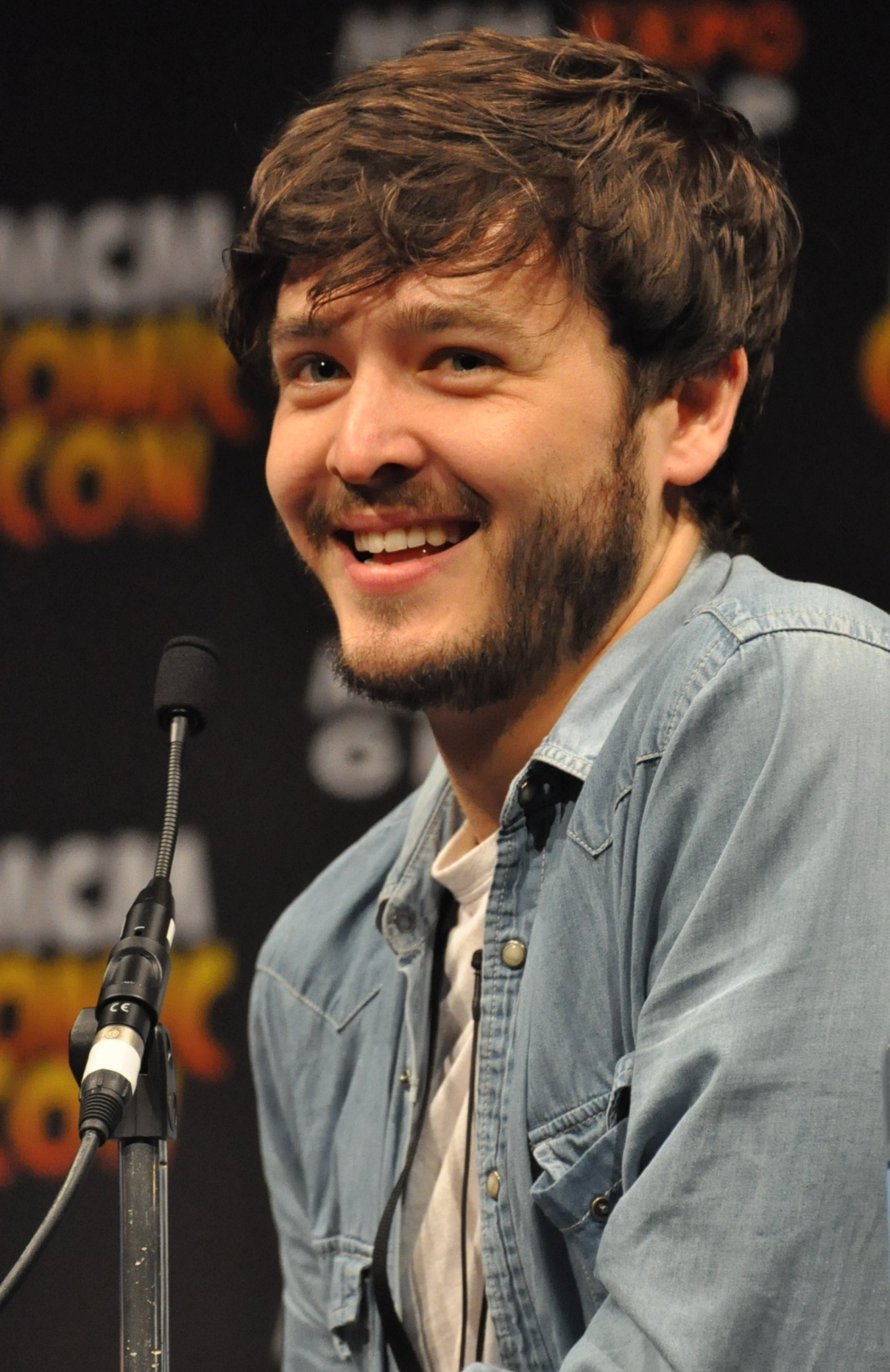
Alexander Vlahos
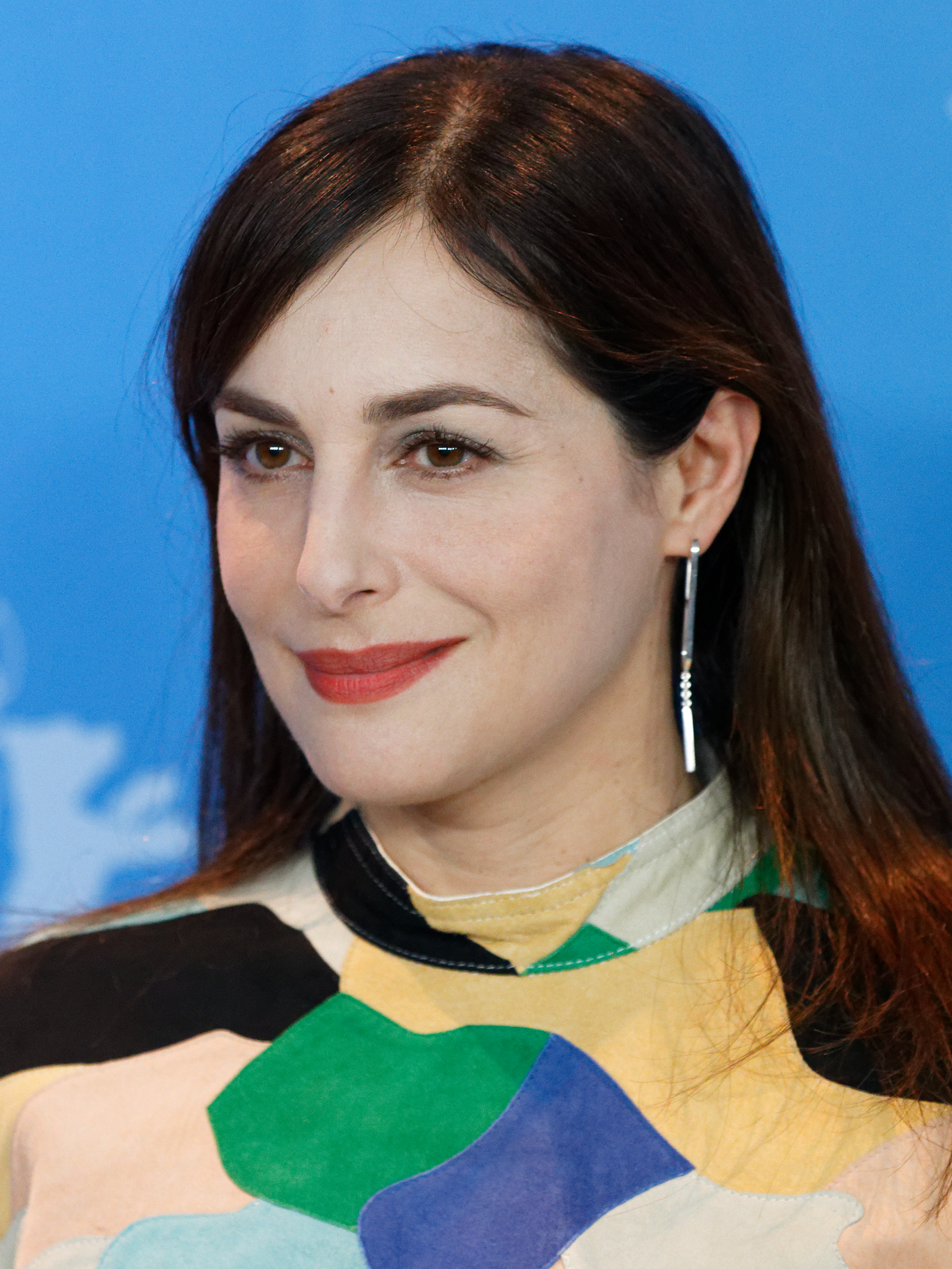
Amira Casar
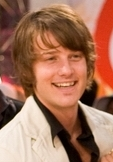
Evan Williams
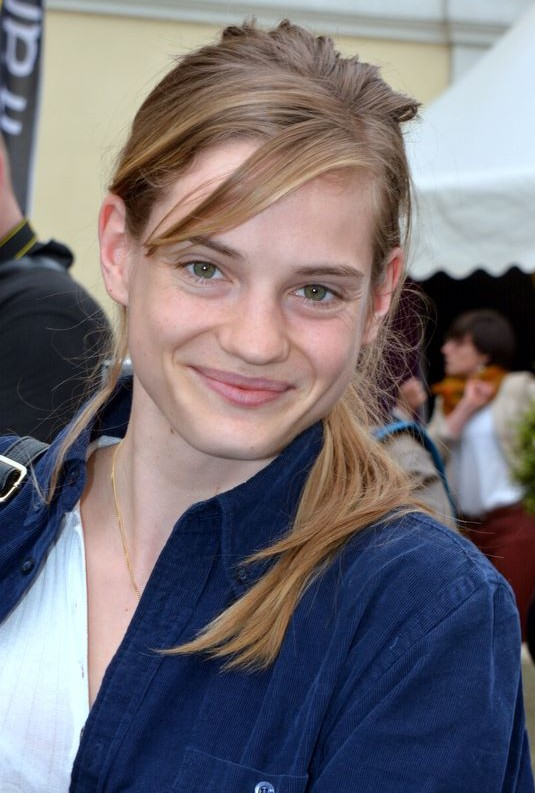
Noémie Schmidt
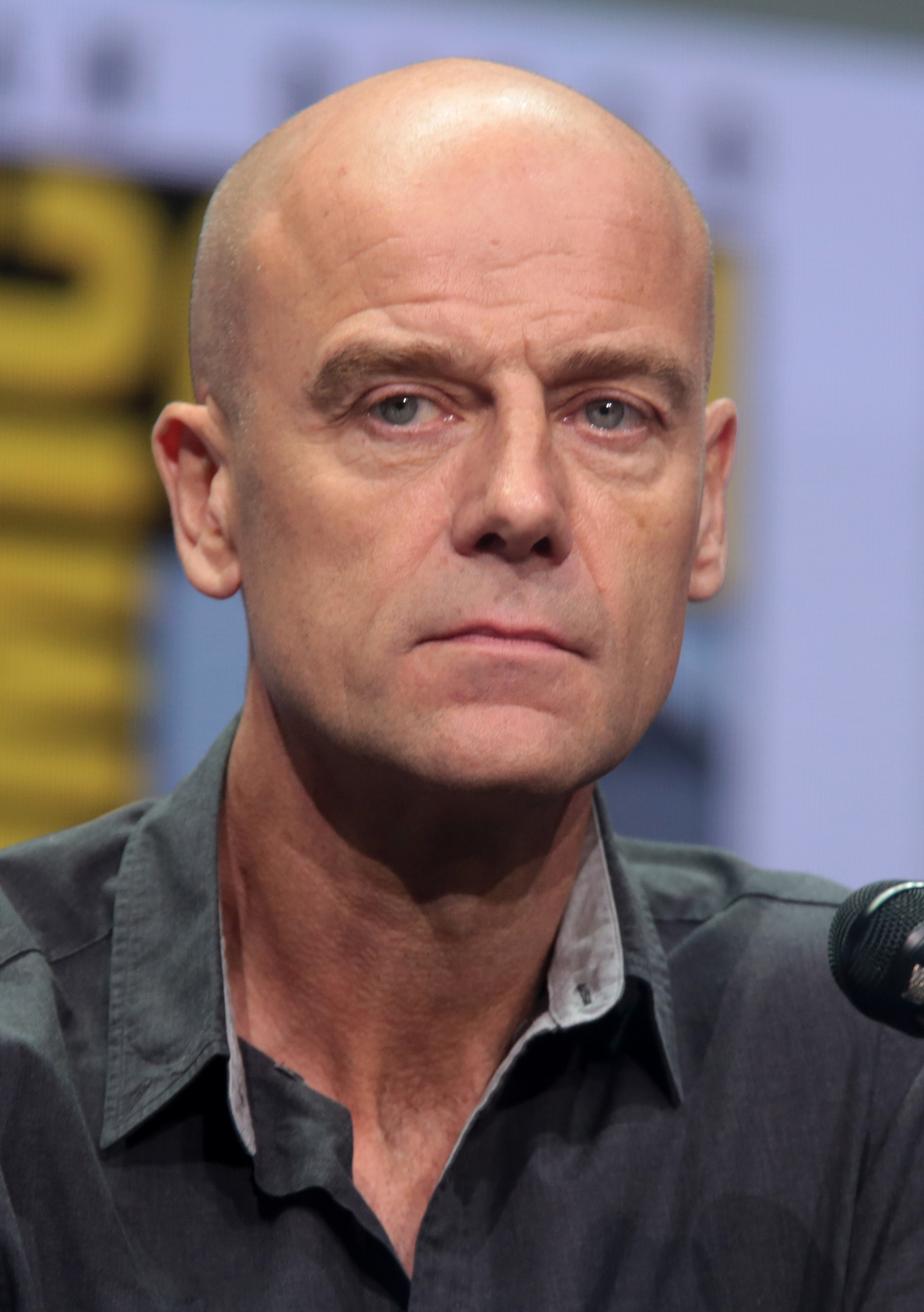
Pip Torrens
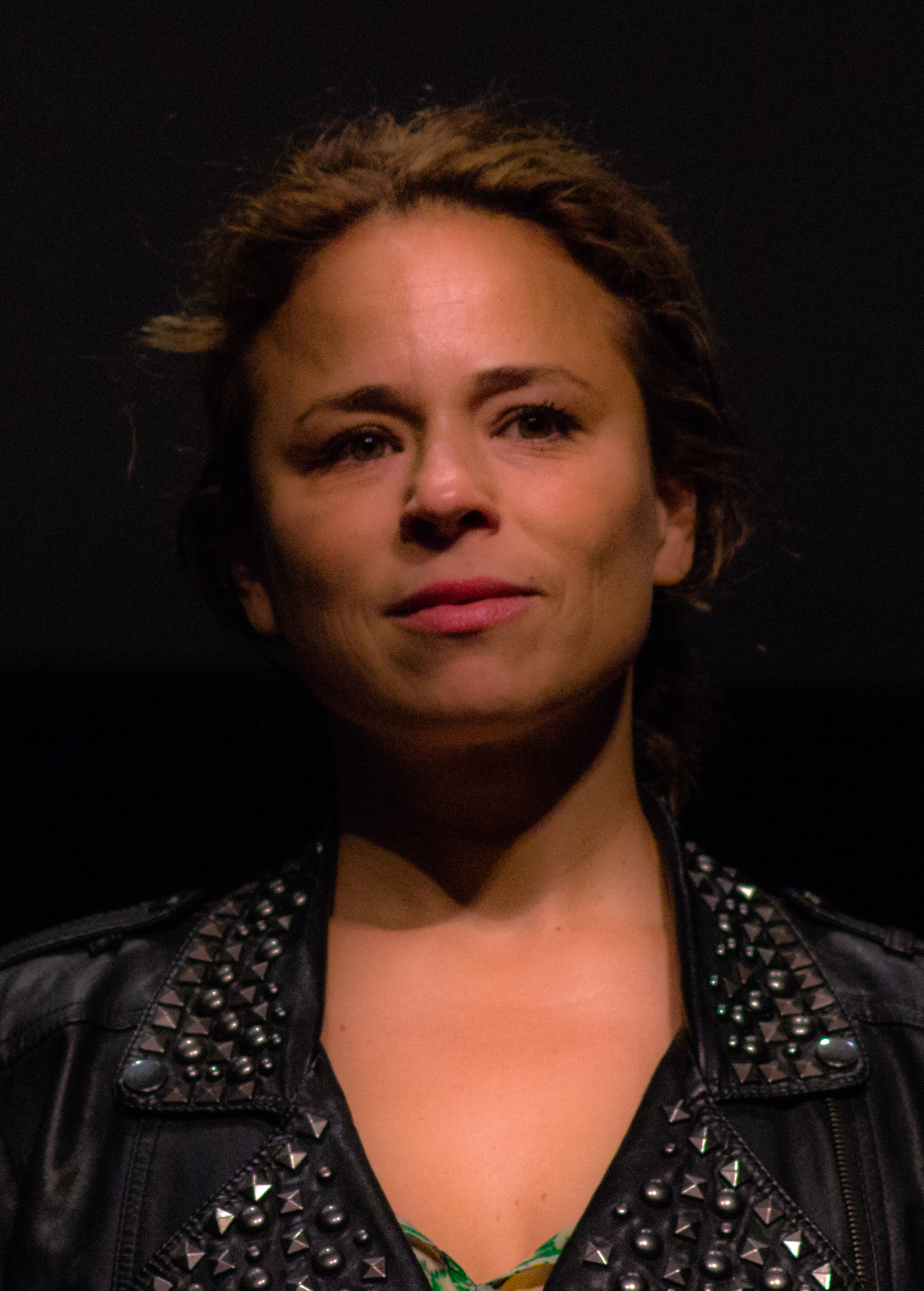
Suzanne Clément
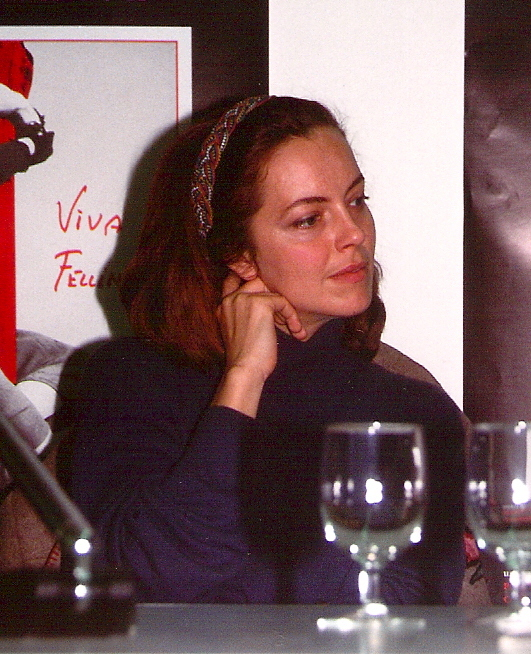
Greta Scacchi

### Ricorrenti
- Claudine Masson (stagioni 1-2), interpretata da Lizzie Brocheré, doppiata da Chiara Gioncardi.
Levatrice e nuovo medico di corte dopo la morte del padre.
- Montcourt (stagione 1), interpretato da Anatole Taubman, doppiato da Christian Iansante.
Nobile di umili origini che viene bandito dalla corte.
- Jacques (stagioni 1-2), interpretato da Gilly Gilchrist, doppiato da Paolo Marchese.
Ex soldato e primo giardiniere di Luigi XIV.
- Dott. Masson (stagione 1), interpretato da Peter Hudson, doppiato da Gino La Monica.
Medico di corte e padre di Claudine.
- Rohan (stagioni 1-2), interpretato da Alexis Michalik, doppiato da Gabriele Sabatini.
Amico di lunga data di Luigi XIV.
- Mike (stagione 1), interpretato da Raphael Roger Levy, doppiato da Fabrizio Vidale.
Aiutante del duca di Cassel.
- Thomas Beaumont (stagione 2), interpretato da Mark Rendall, doppiato da Emiliano Coltorti.
Drammaturgo e storico di corte di Luigi XIV.
- Padre Pascal (stagione 2), interpretato da James Joint.
Nuovo parroco a Versailles e confessore della regina.
- Odile (stagione 2), interpretata da Camille Rutherford, doppiata da Ilaria Egitto.
Domestica di Gaston.
- Padre Étienne Guibourg (stagione 2), interpretato da Ned Dennehy, doppiato da Gianni Giuliano.
Prete che celebra messe nere in cui sacrifica i figli delle prostituite.
- Duca di Lussemburgo (stagione 2), interpretato da Nathan Willcocks, doppiato da Gerolamo Alchieri.
Cliente di madame Agathe che viene arrestato per aver avvelenato il ministro della giustizia.
- Leopoldo d'Ungheria (stagione 3), interpretato da Rory Keenan, doppiato da Stefano Brusa.
Imperatore del Sacro Romano Impero e amante della regina Maria Teresa.
- Delphine, duchessa d'Angers (stagione 3), interpretata da Marie Askehave.
Vedova protestante e amante del Chevalier di Lorena.
- Eleonora d'Austria (stagione 3), interpretata da Daphné Patakia, doppiata da Ilaria Latini.
Principessa, nipote di Leopoldo e amante di re Luigi XIV.
- Guillaume (stagione 3), interpretato da Matthew McNulty, doppiato da Gianfranco Miranda.
Calzolaio che ha servito nell'esercito e possiede una conceria a Parigi.
- Jeanne (stagione 3), interpretata da Jenny Platt, doppiata da Selvaggia Quattrini.
Sorella di Guillaume, di fede protestante.
- Bastien (stagione 3), interpretato da Anthony Flanagan, doppiato da Alessandro Budroni.
Dipendente di Guillaume.
- Cardinale Leto (stagione 3), interpretato da Ken Bones, doppiato da Gerolamo Alchieri.
Emissario del Papa che giunge a Versailles per partecipare al funerale della regina.

### Guest star
- André Le Nôtre (stagione 1), interpretato da Thierry Harcourt, doppiato da Dario Oppido.
Architetto paesaggista che progetta i giardini della reggia di Versailles.
- Anna d'Asburgo (stagione 1), interpretata da Dominique Blanc, doppiata da Aurora Cancian.
Madre di Luigi XIV e Filippo.
- Guglielmo d'Orange (stagioni 1-2) interpretato da George Webster, doppiato da Manuel Meli.
Statolder della Repubblica delle Sette Province Unite.
- Johan de Witt (stagione 2), interpretato da Gérard Watkins, doppiato da Francesco Prando.
Capo del governo olandese.
- Isabelle (stagione 2), interpretata da Phareelle Onoyan, doppiata da Giulia Tarquini.
Nipote di Colbert che viene soggiogata da madame de Montespan.
- Maria Luisa d'Orléans (stagione 3), interpretata da Frances Pooley.
Giovane figlia di Filippo, promessa sposa a re Carlo di Spagna.
- Isabella Luisa di Braganza (stagione 3), interpretata da Benedita Pereira.
Infanta del Portogallo promessa sposa a re Luigi XIV.

## Produzione
Versailles è stata creata dagli sceneggiatori britannici Simon Mirren e David Wolstencroft. È una delle serie televisive francesi più costose, con un budget di €30 milioni per la prima stagione.
Il 14 settembre 2016, la serie è stata rinnovata per una terza stagione, le cui riprese sono iniziate nell'aprile 2017.
Il 7 aprile 2018 è stato annunciato che la terza stagione sarebbe stata l'ultima.
Oltre alla Reggia di Versailles, molti castelli sono stati utilizzati come luoghi di ripresa per la serie: Castello di Vaux-le-Vicomte, Castello di Pierrefonds, Castello di Champs-sur-Marne, Castello di Maisons-Laffitte, Castello di Janvry, Castello di Vigny, Castello di Lésigny, Castello di Rambouillet, Parco di Sceaux, Castello di Fontainebleau, Abbazia di Royaumont.

## Distribuzione
La serie ha debuttato in Francia su Canal+ e in Canada su Super Channel il 16 novembre 2015, in Québec il 21 dicembre 2025 su Super Écran, in Belgio il 6 gennaio 2016 su La Deux, e negli Stati Uniti il 1º ottobre 2016 su Ovation.
Nell'aprile 2016 Netflix ha acquisito i diritti per lo streaming. 
In Italia la serie è stata distribuita sulla piattaforma di streaming Netflix dal 5 gennaio al 2 agosto 2018. È stata trasmessa in chiaro su LA7 dal 9 ottobre 2021.

### Edizione italiana
La direzione del doppiaggio è a cura di Anna Cesareni, Stefano Brusa e Gerolamo Alchieri su dialoghi di Nicola Bruno, Grazia Esposito e Giulia Gabriotti, per conto di Recandub.

## Accoglienza

### Critica
La prima stagione ha ricevuto recensioni miste dalla critica. Rotten Tomatoes riporta il 71% delle recensioni professionali positive basato su 14 critiche. Il consenso critico del sito web indica: «Versailles è un'evasione decadente con il suo sbeffeggiare di oscena opulenza, l'eccessivo sfarzo e succosi intrighi di corte, appianando in modo efficace sulle interpretazioni legnose della serie.» Metacritic, invece, ha assegnato un punteggio di 55 su 100 basato su 6 recensioni, indicando "recensioni miste".
La terza stagione ha ricevuto recensioni miste dalla critica. Rotten Tomatoes riporta il 44% delle recensioni professionali positive basato su 9 critiche.
Mathieu da Vinha, Direttore Scientifico del Centro di Ricerca di Versailles e consulente storico della serie, ha affermato: "Questo non è un romanzo storico. Gli scrittori hanno giocato con la cronologia e con i fatti. [...] Questo è un ottimo intrattenimento. Spero che la gente si renderà conto che questa non è stata la realtà, e darà loro la voglia di sapere di più su Luigi XIV".
La storica Pauline Ferrier-Viaud, esperta del regno di Luigi XIV, fa notare i diversi errori storici della serie per l'edizione francese del quotidiano HuffPost. Critica in particolare le improbabilità estetiche e fisiche, le omissioni e i personaggi creati senza valore storico, l'utilizzo degli impianti televisivi, l'eccessiva semplificazione storica, la rappresentazione di eventi e ritiene che i dialoghi siano "incompatibili con la mentalità della Francia del XVII secolo". Tuttavia, riconosce anche che non è un documentario.